# NGC 1437B
NGC 1437B is een spiraalvormig sterrenstelsel in het sterrenbeeld Eridanus.

## Synoniemen
- PGC 13794
- ESO 358-61
- MCG -6-9-29
- IRAS 03440-3630
- FCC 308